# کنگو کوتانی
کنگو کوتانی (انگلیسی: Kengo Kotani؛ زادهٔ ۳۱ اوت ۱۹۹۲) بازیکن فوتبال اهل ژاپن است.